# Valkyrie Elysium
Valkyrie Elysium (ヴァルキリーエリュシオン Vuarukirī Eryushion?) es un videojuego de rol de acción desarrollado por Soleil y publicado por Square Enix. Salió a la venta el 29 de septiembre de 2022 para PlayStation 4 y PlayStation 5, y el 11 de noviembre de 2022 para Windows. Parte de la serie Valkyrie Profile, fue la primera entrega para consolas domésticas en más de 15 años, y la tercera en total. Al igual que sus predecesores, el juego se basa significativamente en la mitología nórdica, y sigue a María, una valquiria que es creada para encontrar y purificar almas para ayudar a un Odín herido a derrotar a Fenrir, durante el Ragnarök. Sin embargo, Elysium, una secuela espiritual, utiliza un sistema de combate de acción en lugar de uno por turnos. El juego recibió críticas mixtas por parte de la crítica, que alabó el diseño de los personajes, las ilustraciones, el sistema de combate, el doblaje y la música. Sin embargo, la narrativa fue tachada de débil y la calidad gráfica se consideró de bajo presupuesto, con entornos carentes de detalles o elementos con los que interactuar.

## Trama
El juego sigue a María, una valquiria y diosa menor creada por Odín, el "Padre de todo". Es enviada a buscar y purificar almas en Midgard para reforzar el apoyo a Odín, utilizando a los Einherjar, guerreros resucitados que promueven la causa de Odín. Cada Einherjar tiene su propia historia de lo que llevó a su desaparición.

## Recepción
El juego recibió una puntuación agregada de 65/100 en Metacritic, lo que indica "críticas mixtas o promedio".
Paul Shkreli, de RPGamer, valoró la versión para PS5 del juego con 3,5/5 puntos, señalando que su existencia parecía un "milagro en sí mismo" debido al largo letargo de la serie. En su opinión, aunque el sistema de combate del juego no se ajustaba a lo que los fans esperaban de una continuación de la serie, la jugabilidad y la música eran buenas si se juzgaban por sus propios méritos. Shkreli calificó los diseños de los personajes y el arte de "magníficos", y la transición al combate de acción de "elegantemente llevada", afirmando que se sentía como un sucesor "orgánico y natural". Sin embargo, calificó el mundo de "casi vacío", salvo por los enemigos, y señaló que no parecía un mundo que necesitara ser salvado. También calificó la construcción del mundo de "superficial", con una historia "escasa", "breve y predecible".
Chris Shive, de Hardcore Gamer, también valoró la versión para PS5 con 3,5/5 puntos, y calificó de "efímera" la expectación por el regreso de la franquicia cuando se demostró que estaba basada en la acción. Afirmó que, a pesar de la historia "simple", el sistema de combate "cumple", y lo calificó de agradable a lo largo de todo el juego a pesar de ser "tosco". Josh Torres, de RPG Site, valoró el juego con 7/10 puntos, elogiando el sistema de combate, pero calificando todos los demás aspectos del juego de "mediocres". Describió la historia como "escueta y predecible", y afirmó que los PNJ vivos de los juegos anteriores eran mucho más "conmovedores" que los Hollow Blossoms de Elysium, voces de personas que ya estaban muertas. También criticó la presentación de los recuerdos de los Einherjar, diciendo que se comparaban desfavorablemente con los Thousand Years of Dreams de Lost Odyssey. Por último, expresó su esperanza de que la serie no se viera "superada" por el estilo de juego en el futuro, y que siguiera siendo un spin-off.